# ノバルプタ
ノバルプタ（ノバラプタとも言う、英:Novarupta）はアメリカ合衆国・アラスカ州のカトマイ火山山腹にある火山。標高841m。1912年に大噴火を起した。

## 1912年の噴火
カトマイ山では、噴火に先駆けて5月31日から地震が発生。6月4日と6月5日には、カトマイ山から北西200km離れた場所で強い揺れを感じる地震も発生した。

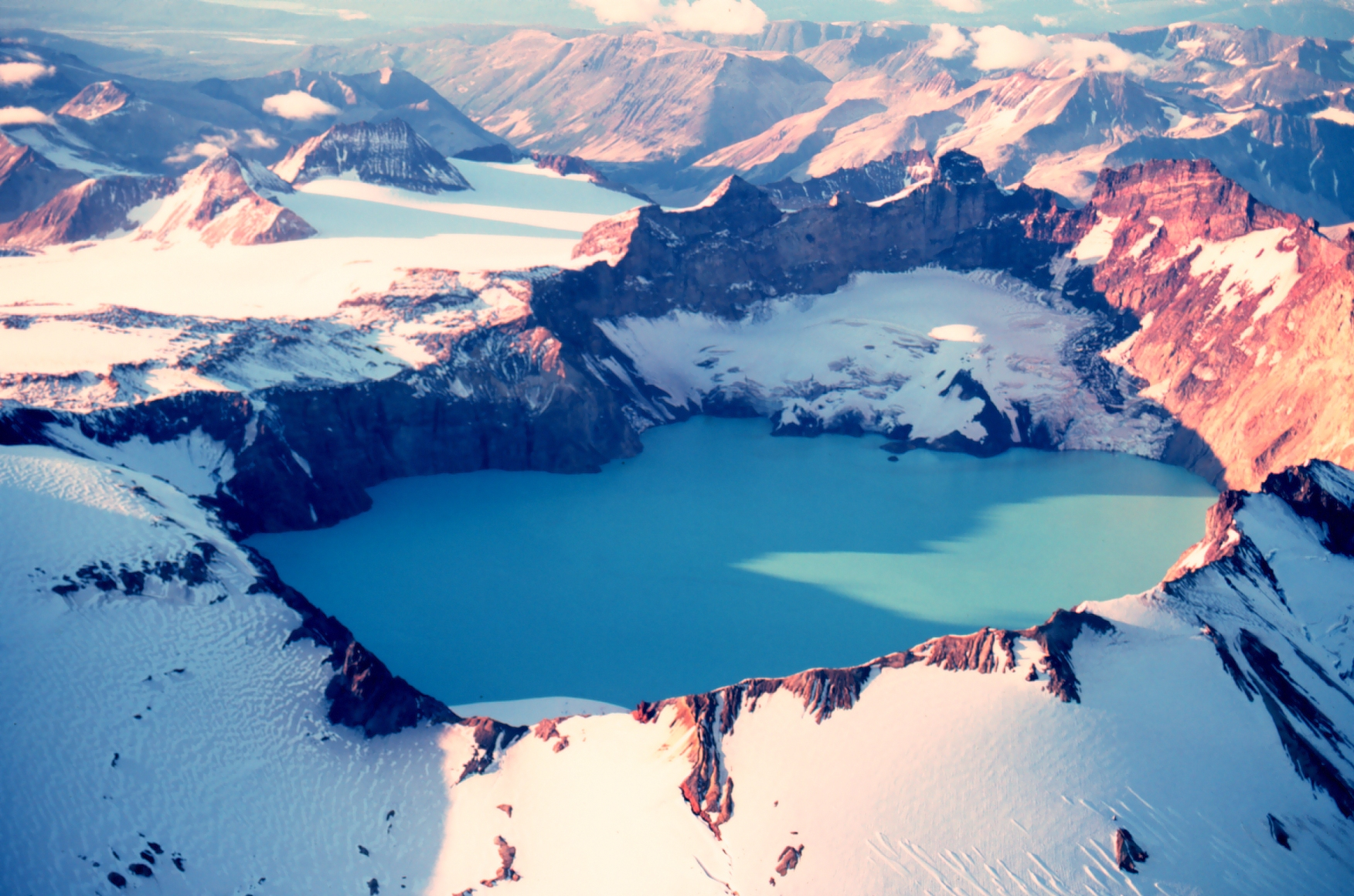
カトマイ山に形成されたカルデラ

カトマイ山の直下で蓄積さ れたマグマが横に移動したのちノバラプタで噴出し、6月6日午後、カトマイ山山腹からプリニー式噴火が発生した。火山灰は上空16000mまで達し、火砕流も多く発生した。このときの火山爆発指数は6だった。
その後、ノバルプタでは溶岩ドームを形成し、8km離れたカトマイ山の山頂が陥没して3×4kmのカルデラを形成した。この噴火の総噴出量は13-15km3に及ぶが、このカルデラからの噴出物は確認されていない。現在、カルデラはカルデラ湖となっている。